# Metasia vicanalis
Metasia vicanalis là một loài bướm đêm trong họ Crambidae.